# Ozarba contempta
Ozarba contempta är en fjärilsart som beskrevs av Walker 1858. Ozarba contempta ingår i släktet Ozarba och familjen nattflyn. Inga underarter finns listade i Catalogue of Life.